# Carrera aérea de Londres a Manchester de 1910

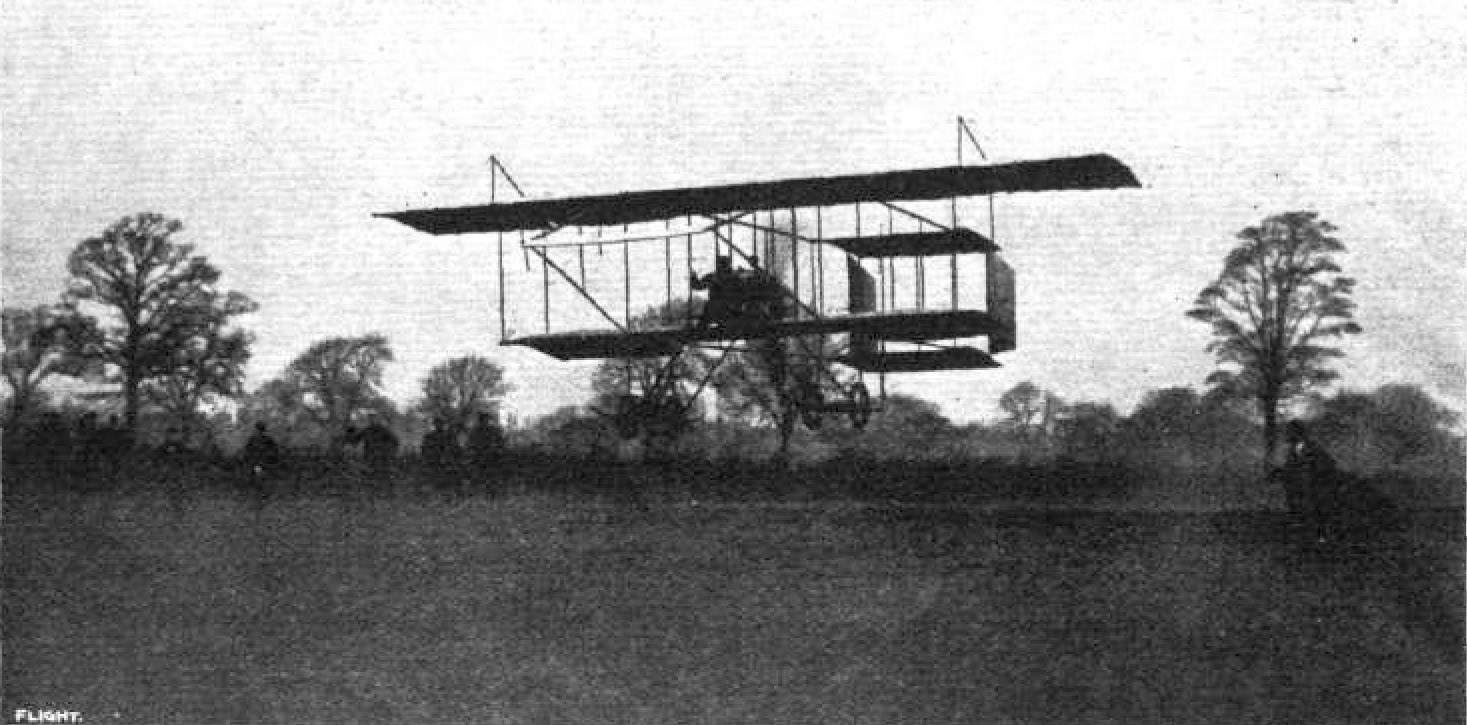
Paulhan aterrizó su biplano Farman III en Didsbury y ganó el reto.

La carrera aérea de Londres a Manchester de 1910 tuvo lugar entre dos aviadores, cada uno de los cuales trataba de ganar una carrera aérea de aeronaves impulsadas más pesadas que el aire entre Londres y Manchester. La carrera fue propuesta por el diario Daily Mail en 1906. El premio de £10 000 lo ganó finalmente el francés Louis Paulhan en abril de 1910.
El primero en intentarlo fue Claude Grahame-White, un inglés de Hampshire. Despegó de Londres el 23 de abril de 1910, e hizo su primera parada planificada en Rugby. Más tarde su biplano tuvo problemas de motor y tuvo que aterrizar de nuevo cerca de Lichfield.El fuerte viento hizo imposible que Grahame-Blanc continuara su viaje, y su avión sufrió daños mayores en tierra al ser empujado por el viento.
Mientras el avión de Grahame-White estaba siendo reparado en Londres, la noche del 27 de abril, Paulhan despegó rumbo a Lichfield. Unas horas más tarde Grahame-White se enteró de la partida de Paulhan e inmediatamente salió en su persecución. A la mañana siguiente, después de un despegue nocturno sin precedentes, casi alcanza a Paulhan, pero su avión tenía sobrepeso y se vio obligado a reconocer la derrota. Los dos aviadores celebraron la victoria en una cena especial que tuvo lugar en el Hotel Savoy de Londres.
Este acontecimiento supuso la primera carrera de larga distancia en avión en Inglaterra, el primer despegue de una máquina más pesada que el aire de noche y el primer vuelo a motor a Manchester desde fuera de la ciudad. Paulhan repitió el viaje en abril de 1950, en el cuadragésimo aniversario del vuelo original, esta vez como pasajero a bordo de un avión de combate británico.